# 土谷嘉良子
土谷 嘉良子（つちや かよこ、旧姓：西野、1972年1月28日 - ）は、日本の女性フリーアナウンサー。元札幌テレビアナウンサー。

## 来歴・人物
大学生の頃に視聴していた日本テレビの朝の情報番組「ジパングあさ6」のメインMC・永井美奈子のファンになったことが、アナウンサーという仕事に興味を持ったきっかけである。永井の姿を見て、次第に自分も永井のようなアナウンサーになりたいと憧れるようになる。
1990年日本女子大学人間社会学部社会福祉学科入学、3年次から東京アナウンスアカデミーに通い、永井譲治の指導を受ける。就職活動では、前述の永井が当時在籍していた日本テレビを受験。最終面接まで残ったが、内定は得られなかった。その後、系列局の札幌テレビを受験、内定を得て、大学卒業後の1994年入社。入社1年目（1994年）の10月から「朝6生ワイド〜北海道あさ一番〜」にサブMCとして出演、翌年（1995年）4月から1年間メインMCを務めた。2000年9月30日付で退社、フリーとなる。奥山侊伸が社長を務める事務所・放送作家集団DNPを経て、2014年現在はオフィスコットンに所属、結婚後の本名で活動している。

## 過去の出演番組
- みんなの赤レンガ[3]
- オハヨー!土曜日（ラジオ）[3]
- 朝6生ワイド〜北海道あさ一番〜
- 奥山コーシンの日よういっぱい生ワイド
- 土曜プラザ・朝いちばん　など